# Polycyathus marigondoni
Polycyathus marigondoni is een rifkoralensoort uit de familie van de Caryophylliidae. De wetenschappelijke naam van de soort is voor het eerst geldig gepubliceerd in 1987 door Verheij & Best.